# Sinus Iridum

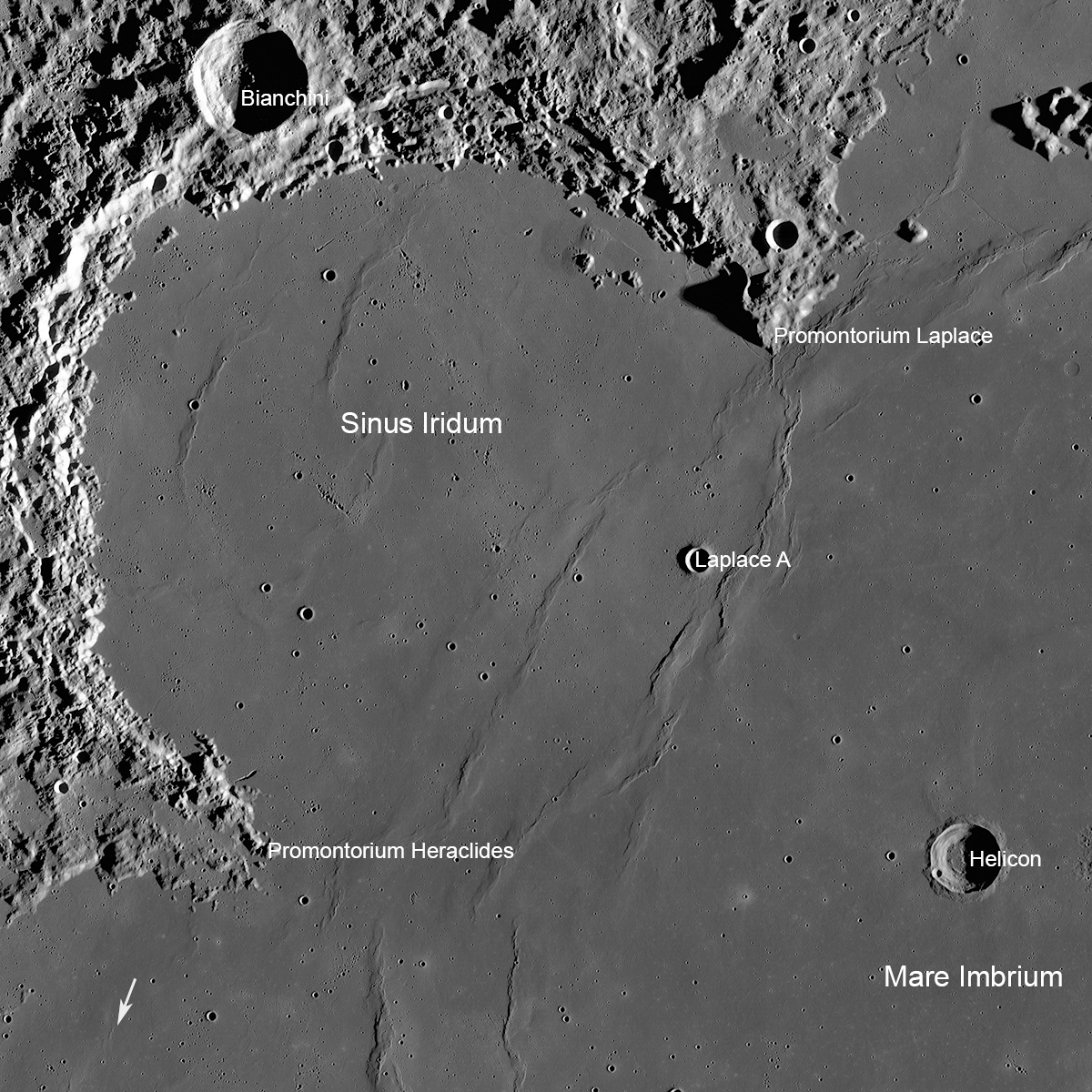
Sinus Iridum, depuis le LRO.

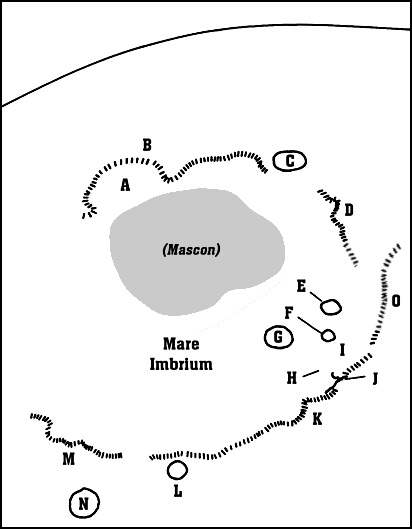
Carte détaillée des caractéristiques de Imbrium. Sinus Iridum est indiqué en "A".

Sinus Iridum (baie des Arcs-en-ciel, parfois traduit en golfe des Iris), située sur la Lune, est une plaine de lave basaltique qui forme une extension au nord-ouest de Mare Imbrium (mer des Pluies). Cette formation cratériforme est entourée du nord-est au sud-ouest par la chaîne de montagnes Montes Jura. La partie en saillie de la chaîne à l'extrémité sud-ouest est nommée Promontorium Heraclides (« tête de femme »), tandis que l'extrémité nord-est est appelée Promontorium Laplace. Cette baie et les montagnes environnantes sont considérées comme l'une des caractéristiques les plus belles de la Lune, et est très appréciée des observateurs lunaires.
Cette baie est ce qu'il reste d'un gigantesque cratère de 236 km formé après le bassin Imbrium et avant le remplissage de ce dernier par la lave de la mer des Pluies, cette lave recouvrant le rempart sud du cratère qui reste visible sous la forme d'une ride. Sinus Iridum ne contient pas de cratères d'impact notable, mais inclut le cratère satellite Heraclides E au sud, Laplace A le long de la bordure orientale et Bianchini G au nord. La surface est nivelée, mais elle est marquée par un certain nombre de dorsa.
Cette plaine a reçu le nom latin de Sinus Iridum par Giovanni Riccioli.

## Cratères satellites
Par convention, ces éléments sont identifiés sur les cartes lunaires en plaçant la lettre sur le côté du point central du cratère qui est le plus proche de Promontorium Heraclides.
| Heraclides | Latitude | Longitude | Diamètre |
| ---------- | -------- | --------- | -------- |
| A          | 40.9° N  | 34.2° W   | 6 km     |
| E          | 42.9° N  | 32.7° W   | 4 km     |
| F          | 38.5° N  | 33.7° W   | 3 km     |

Les cratères satellites suivants sont associés à Promontorium Laplace.
| Laplace | Latitude | Longitude | Diamètre |
| ------- | -------- | --------- | -------- |
| A       | 43.7° N  | 26.8° W   | 9 km     |
| B       | 51.3° N  | 19.8° W   | 5 km     |
| D       | 47.3° N  | 25.5° W   | 11 km    |
| E       | 50.3° N  | 19.8° W   | 6 km     |
| F       | 45.6° N  | 19.8° W   | 6 km     |
| L       | 51.7° N  | 21.0° W   | 7 km     |
| M       | 52.2° N  | 19.9° W   | 6 km     |